# ファンタジスタ
ファンタジスタ（イタリア語：il fantasista）は、サッカー用語の一つ。主にイタリアなどで使われている。フォワードにあたるサッカー選手に対する賛辞とされる言葉である。

## 概要
イタリアのサッカー界（カルチョ）では、よくサッカー界を代表する選手に対して特定のポジションに関係なく、イタリア語で「規格外（並外れて優秀な）」という意味のフオリクラッセ（Fuoriclasse）という賛辞にあたる言葉を用いる。しかし、その中でも、シュートやパス、ドリブル等において、閃きや創造性のあるプレーで観客を魅了するスーパースター級の選手に対しては、「想像」という意味のファンタジア（fantasia）に、人を意味する語尾「-ista」を付けてファンタジスタ（Fantasista）と呼ぶ伝統がある（イタリア語におけるファンタジスタの原意は「多芸多才な人」）。
ただ、この「ファンタジスタ」という言葉は賛辞であり、他者から賞賛と尊敬の意味を込めて「誰ともなしに呼ばれるもの」で、自称するものではないし、呼ばれる条件があるわけではない（e.g.マエストロ、ヴィルトゥオーソ）。従って、特筆すべき優れた技巧をもった選手でなければ使われない言葉であり、この言葉で形容される選手は限られている。ただし、日本国内においては1990年代に『セリエA』の試合中継が衛星放送を介してリアルタイム中継されるようになり、日本人選手が同リーグに在籍する様になった1998年の後半頃から急激にサッカー雑誌やサッカー番組などを中心にこの言葉が多用・乱用されるようになった。
なお、FWの「ファンタジスタ」に対して、1.5列目の選手などといったMFをトレッカンテ（Treccante）と呼んでいる。これは、イタリアのあるサッカー番組でACミランの翌季の移籍動向について語っているときに出来た言葉で、『ミランに３人のトレッカンテが必要か？』というテーマで、カカ、アレシャンドレ・パト、ロナウジーニョの起用法を議論していた時にイタリア国内のマスコミによって生まれた。また、それらの中間の位置づけでFWとMFに対して広く使われるのがトレクアルティスタ（Trequartista）である。
スペインやポルトガル語圏では「名手」という意味のクラッキ（Craque）という類義語を用いる事がある。ただ、こちらはDFなどの守備的なポジションの選手でも呼ばれる事があり、意味としてはフオリクラッセの様にファンタジスタよりも若干広い範囲で使われている。

## 歴史

### 語源
元々はイタリア国内でアドリブの上手い役者や芸人を指す言葉として使われていたが、ロベルト・バッジョのプレーぶりを見たイタリア国内のマスコミが彼を「ファンタジスタ」と呼んだのが始まりだとされている。この為、用語として使用されている歴史はかなり浅いが、現在ではこの用語が誕生する以前の選手に対しても書物などで頻繁に使用されている。

### 変遷
1986年のW杯メキシコ大会において、当時のアルゼンチン代表監督のカルロス・ビラルドが、自身はあくまで「黒子」（悪役）に徹してディエゴ・マラドーナ一人の為のチーム作りをし、優勝した例がある。
ただ、特にイタリアでは1990年代後半から以前にも増してサッカー戦術の組織化が進み、プレッシングを多用するコンパクトなチーム戦術が重要視される様になったので、ファンタジスタにとっては以前よりもスペースが無くなり、相手からのプレッシングも厳しくなった。また、以前はファンタジスタが担っていた役割のほとんどは周囲のポジションの選手へと分担化が進み、ファンタジスタの存在自体が以前よりもそれほど重要視される事がなくなった。その為、ファンタジスタにとっては以前よりも攻撃で存在感を発揮する余地が失われ、それに加えて守備的貢献度の低さもあってか、一時期は不要論さえも上がる程に冷遇される時代がしばらく続いた。
しかし、従来のファンタジスタが持っていた要素に加えて、現代サッカーの厳しいプレッシングにも十分に耐えられる程の身体的屈強さを併せ持つファンタジスタの登場や、コンパクトな戦術は守備陣がプレッシングを強めれば強める程に逆サイドとディフェンスラインの裏に大きなスペースを相手に与えてしまうという弱点、攻撃に関してはどんなに攻めてもゴールから20メートルから30メートル辺りからは個人の独創性に頼らなければならないという理由で、W杯ドイツ大会の前後からファンタジスタの存在価値が冷遇されていた一時期と比べるとかなり見直される様になった。

### 代表的な選手
イタリア国籍を持つ選手における「ファンタジスタ」としては、ジャンニ・リベラ、ロベルト・バッジョ、ジャンフランコ・ゾラ、アレッサンドロ・デル・ピエロ、フランチェスコ・トッティなどがいる。

### 背番号10との関係
古くはW杯スイス大会で活躍したフェレンツ・プスカシュは大会で10番を付け、4年後のW杯スウェーデン大会でペレも大会で10番を背負っていた。その他のW杯でもジーコ、マラドーナ、バッジョ、ジダン、デル・ピエロ、リバウド、トッティ、ロナウジーニョが10番を背負った。このように、歴代のファンタジスタによって10番のイメージが確立され、今日の様な「10番＝ファンタジスタ」という代名詞となった。

## 参考書籍
- ワールドサッカーマガジン 『スターが選ぶ ベストプレーヤー2004』　2004年12月16日号 ベースボール・マガジン社